# Coombe Hill
Coombe Hill (wzgórze Coombe) to najwyższe wzniesienie wzgórz Chiltern w Anglii mające 260 metrów wysokości. W 1904 roku wzniesiono tu pomnik upamiętniający miejscowych mieszkańców którzy zginęli podczas wojny burskiej.